# 타티아나 빌헬모바
타티아나 빌헬모바(Tatiana Vilhelmová, 1978년 7월 13일 ~ )는 체코의 배우이다. 2005 체코 사자상 여우주연상 수상자이다.

## 출연 작품
- 에브리 밀리언 컴스 핸디 (2016)
- 더 타이거 띠어리 (2016)
- 양말요정 휴고의 대모험 (2016)
- 홈 케어 (2015)
- 노웨어 인 모라비아 (2014)
- 리빙 (2011)
- 엠프티스 (2007)
- 그랜드호텔 (2006)
- 행복 (2005)
- 온 핸드 캔트 크랩 (2003)
- 와일드 비스 (2001)
- 외로운 젊은이들 (2000)
- 백치의 귀환 (1999)
- 시종의 시간 (1998)